# Capileira
Capileira település Spanyolországban, Granada tartományban. Capileira Dílar, Monachil, Güéjar Sierra, Trevélez, Pórtugos, La Taha, Bubión, Pampaneira és Lanjarón községekkel határos. Lakosainak száma 576 fő (2024).

## Népesség
A település népessége az elmúlt években az alábbi módon változott:
| Lakosok száma | 516  | 578  | 564  | 554  | 537  | 496  | 520  | 554  | 580  | 576  |
|               | 2001 | 2004 | 2006 | 2009 | 2011 | 2014 | 2016 | 2019 | 2021 | 2024 |